# Mary Goudie
Mary Teresa Goudie, baronne Goudie (née Brick ; le 2 septembre 1946) est une membre travailliste de la Chambre des lords du Royaume-Uni. En 1998, elle est nommée pair à vie en tant que baronne Goudie, de Roundwood dans le quartier londonien de Brent. Elle est membre du conseil d'administration de Vital Voices et est impliquée dans la promotion de l'égalité des sexes.

## Jeunesse
Mary Teresa Brick est la fille de Martin et Hannah Brick, émigrants irlandais à Londres. Elle grandit à Londres et fait ses études à l'école Our Lady of the Visitation de Greenford et à l'école Our Lady of St Anselm de Hayes.

## Carrière
En 1971, Goudie devient la plus jeune femme élue au Brent London Borough Council. Pendant son mandat au conseil d'arrondissement elle travaille pour faire avancer la Campagne pour un Centre d'Aide au Logement et un Centre de Loi et elle aide à fonder une association de logement pour l'arrondissement. Elle est ensuite consultante indépendante en affaires publiques.
Goudie est directrice de campagne de Roy Hattersley qui devient chef adjoint du parti travailliste. Elle est directrice européenne des affaires publiques du Fonds mondial pour la nature de 1990 à 1995.

## Militantisme
Elle travaille à la Chambre des Lords pour promouvoir les problèmes des femmes et des enfants. Lors de la dernière législature, elle s'est employée à faire adopter l'une des principales réformes du gouvernement : le projet de loi sur l'égalité. Elle est vice-présidente du Groupe parlementaire multipartite pour l'égalité.
Goudie est présidente du Conseil des femmes leaders pour lutter contre la traite des êtres humains à UN Gift. Elle est impliquée auprès du G8 et du G20 pour promouvoir le rôle des femmes et des enfants dans l'économie mondiale.
Goudie est membre du conseil d'administration de Vital Voices Global Partnership. Elle participe à la formation de dirigeants communautaires et d'entreprises et de parlementaires sur les questions sociales et politiques dans le monde. Elle est également membre de La Pietra Coalition, une organisation dédiée à la création l'égalité.
En reconnaissance de son travail, Goudie reçoit le Global Power Award 2010 du Center for Women Policy Studies et en 2011, elle reçoit le Womensphere Global Leadership Award. Goudie est présidente du Conseil des femmes leaders pour lutter contre la traite des êtres humains aux Nations unies.
En mars 2012, elle est nommée au Conseil consultatif mondial de WEConnect International, une organisation à but non lucratif qui facilite une croissance économique inclusive et durable en autonomisant et en connectant les femmes propriétaires d'entreprise à l'échelle mondiale. En avril 2012, elle est nommée administratrice de la Fondation caritative El-Hibri, dont les objectifs sont de favoriser le dialogue interreligieux et de trouver un terrain d'entente et des solutions aux défis mondiaux qui affectent l'humanité.
En 2011, Goudie contribue au livre What Next for Labour? Des idées pour une nouvelle génération. Son chapitre, intitulé « Pouvons-nous mettre fin à la pauvreté dans le monde ? Poser les questions difficiles", explique comment les femmes sont au cœur de la réforme de l'aide, en considérant où investir l'aide, en sélectionnant les bons partenaires et en définissant les objectifs programmatiques.

## Vie privée
Goudie est mariée à James, un avocat avec qui elle a deux fils. Ils vivent dans une maison à Londres et une maison de vacances à Cap Cod, Massachusetts. Goudie est catholique.